# منتخب الأرجنتين لاتحاد الرغبي
منتخب الأرجنتين الوطني لاتحاد الرغبي هو المنتخب الرياضي الذي يمثل الأرجنتين في منافسات اتحاد الرغبي، والمنتخب هو تحت إشراف الإتحاد الأرجنتيني للرغبي، أول مباراة خاضها هذا المنتخب كانت في سنة 1910 ضد منتخب بريطانيا والجزر الأيرلندية للرغبي، يعتبر منتخب الأرجنتين من أفضل منتخبات الرغبي في أمريكا الجنوبية و العالم حيث يحتل حالياً المركز الخامس في التصنيف العالمي للرغبي.

## وصلات خارجية
- الموقع الرسمي